# Eslourenties-Daban
Eslourenties-Daban è un comune francese di 238 abitanti situato nel dipartimento dei Pirenei Atlantici nella regione della Nuova Aquitania.

## Società

### Evoluzione demografica
Abitanti censiti